# Händel-Porträt von John Theodore Heins
Das Händel-Porträt von John Theodore Heins von ca. 1740 ist ein als authentisch angesehenes Porträt des Malers John Theodore Heins von dem Barockkomponisten Georg Friedrich Händel. Das Gemälde wurde 2005 auf dem Auktionmarkt erworben und befindet sich seitdem als Dauerleihgabe der Stiftung der Saalesparkasse im Händel-Haus in Halle (Saale). Es wird seit 2009 in der Ausstellung „Händel – der Europäer“ gezeigt.

## Geschichte
Das Porträtgemälde tauchte im Frühling 2005 im Kölner Auktionshaus Van Ham Kunstauktionen auf. Es befand sich seinerzeit im Besitz des CDU-Politikers Kurt Malangré (1934–2018), ehemaliger Oberbürgermeister der Stadt Aachen und Europaabgeordneter. Dieser will es um 1985 im belgischen Kunsthandel erworben haben. Das Gemälde trug die Bezeichnung „Georg Friedrich Händel von Thomas Hudson“. Da keine Provenienz nachgewiesen werden konnte und Unklarheit über die abgebildete Person bestand, wurde das Händel-Haus in Halle (Saale) eingeschaltet. Um Klarheit in den Fall zu bringen, verglich der Musikhistoriker und damalige Direktor des Händel-Hauses Edwin Werner das angebotene Gemälde mit anderen Händel-Porträts. Insbesondere das Muttermal auf der linken Wange ließ Werner auf den Komponisten schließen.
Am 9. November 2005 wurde das Gemälde für 19.520 Euro auf der Auktion angeboten. Das Musikermuseum war am Erwerb interessiert. Aufgrund der Kurzfristigkeit der Versteigerung und des hohen Mindestgebots brachte die Stadt Halle (Saale) die notwendigen Mittel jedoch nicht auf. Werner gewann für den Erwerb stattdessen die Stiftung der Sparkasse Halle (heute: Saalesparkasse), welche eine Dauerleihgabe zugunsten des Händel-Hauses in Aussicht stellte. Am 19. November 2005 ersteigerte die Sparkassenstiftung das Gemälde (Los 1582).
Restauratoren des Händel-Hauses fanden auf der Rückseite des Gemäldes (auf der Unterleiste des Spannrahmens) einen wohl Mitte des 19. Jahrhunderts angebrachten, mittlerweile beschädigten handschriftlichen Zettel. Darauf war u. a. der Komponistenname „Händel“ und der englischsprachige Hinweis „miniature in oil after Poet Cowper“ vermerkt. Die Mutter des Dichters William Cowper wurde einst von Heins porträtiert. Durch das Bild angeregt, schuf Cowper mehr als 50 Jahre später das Gedicht On the Receipt of my Mother’s Picture out of Norfolk. Auf der Vorderseite des Gemäldes fand man eine verblasste Heins Signatur und Datierung („Heins: pinxit 1740“). Diese wurde sodann mit anderen besser erhaltenen Signaturen des deutsch-britischen Porträtmalers abgeglichen.
Die Kunsthistorikerin Marcia Pointon schloss sich 2009 in Absprache mit dem Chefkurator der National Portrait Gallery in London, Jacob Simon, dem Urteil Werners nicht an. Aufgrund der Physiognomie, vor allem der Grafik von Jacobus Houbraken (1737/38), der Büste von Louis-François Roubiliac (1739) und des Porträts in der Knole Collection (ursprünglich Balthasar Denner zugeschrieben, 1736), geht das Händel-Haus jedoch weiterhin von einem authentischen Händel-Porträt aus.